# مانوئل نازاریان
مانوئل آرتاوازدی نازاریان (ارمنی: Մանվել Արտավազդի Նազարյան؛ زادهٔ ۳ آوریل ۱۹۵۸) یک سیاستمدار اهل ارمنستان است که از تاریخ ۲۰۰۳ تا تاریخ ۲۰۰۷ سمت نمایندگی دوره سوم مجلس ملی جمهوری ارمنستان را برعهده داشت.

## زندگی‌نامه
در ۳ آوریل ۱۹۵۸ در ایروان به دنیا آمد و از دانشگاه اقتصادی-حقوقی کرک کریکوریان ایروان (۱۹۹۷) فارغ‌التحصیل شد. 

## یادداشت
1. ↑  Երեւանի Քըրք Քըրքորյանի անվան տնտեսաիրավաբանական համալսարան